# Bajmóci evangélikus egyházkerület
A Bajmóci evangélikus egyházkerület, az 1610-i zsolnai zsinaton az északnyugati tíz vármegye szlovák ajkú egyházközségei részére szervezett három superintendentia egyike, mely Pozsony, Nyitra és Bars vármegyékre terjedt ki s róluk is neveztetett olykor. 
Ezt a nevét onnan vette, hogy a bajmóci prépost tétetett első püspökéül s azután is sokáig volt a kerület székhelye Bajmóc (Thurzó-birtok). Az ezen vármegyék területén fekvő mind magyar, mind német egyházközségek fölé ugyanakkor külön-külön inspectorok, vagyis superintendens-félék állíttattak ugyan, de az ekkor választott német inspector halála után az ő fennhatósága alatti egyházak szintén beléolvadtak ebbe a kerületbe, mely eredetileg a következő egyházmegyékből állott: Pozsony vármegyei, galgóci, berencsi, csejtei, nagytapolcsányi, bajmóci, barsi. A gyásztized után ez az egyházi testület is feloszlott s eredeti alakjában nem is éledt újra sohasem. 
Püspökei voltak: 
- Abrahamides Izsák 1610–1621,
- Fidicinis Miklós galgóci lelkész, majd bajmóci prépost 1622–1625,
- Bikessy Pál kisbábi l. 1625,
- Diósi András galgóci l., majd bajmóci prépost 1626–1627,
- Fábri Balázs privigyei l., majd bajmóci prépost 1628–1630,
- Martini Miklós csejtei l., majd vágújhelyi prépost, végül bizonytalan helyen 1631–1648,
- Dubravius Dániel szenici l. 1648–1655,
- Tarnóczi Márton privigyei, divékújfalui, lőcsei, ismét privigyei l. 1656–1685.